# Yokuts

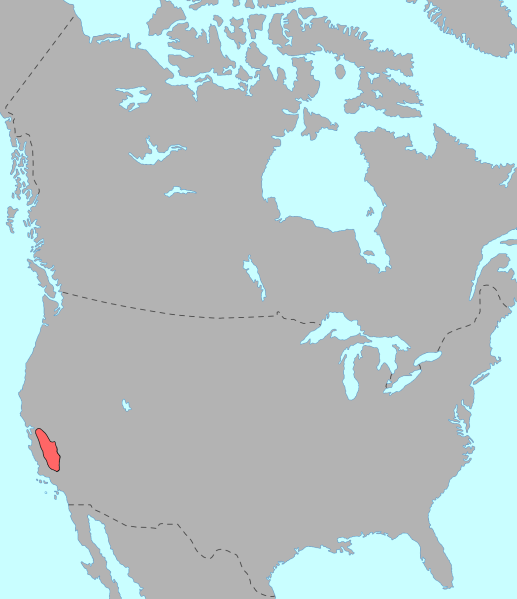
Distribució dels Yokuts abans de la conquesta

Els yokuts són una tribu índia del grup penutià, també anomenada mariposan, el nom del qual vol dir "persona". Es dividien en diversos grup:
- del riu, amb els grups cholnimi, estimbich, chukalmina, gashowu.
- del turó, amb els grups dalimchi, dumna.
- del peu del turó, que agrupa les divisions:
  - sud (kocheyali, tachi)
  - tule kaweah (kawia, wukchamni, yawdanchi, yokoa)
  - poso creek (palevyami, toihieha, kumachisi)
- del vall, amb els grups Yawelmani (N), wakichi, chulamni (N)
- buenavista, amb els tohohi i tulamni
- altres, com bokninuwad, chauchila, coconoon, hometwali, koyeti, lathruunun, millerton, mizokuaves

## Localització
Vivien als marges dels rius San Joaquín i Tulare i al Nord de les Muntanyes Tehachapi, al sud de Fresno (Califòrnia). Actualment ocupen les reserves de Tacge, Table Mountain, Tule River i la ranchería de Santa Rosa

## Demografia
Abans de l'arribada dels blancs potser eren uns 10.000 indis, però foren reduïts a un miler el 1900. Cap al 1960 eren 1.145 (segons Stingl) o 600 (segons altres), i segons Asher eren 500 el 1980. El 1990 eren uns 700 individus.
Segons dades de la BIA del 1995, a la ranxeria de Table Mountain hi havia 115 habitants (cap en rol tribal), a la de Tule River hi havia 957 habitants (1.450 al rol tribal) i a la de Santa Rosa hi havia 363 habitants (427 al rol tribal). Segons el cens dels EUA del 2000 hi havia 4.496 yokuts censats.

## Comunitats

### Bandes yokuts

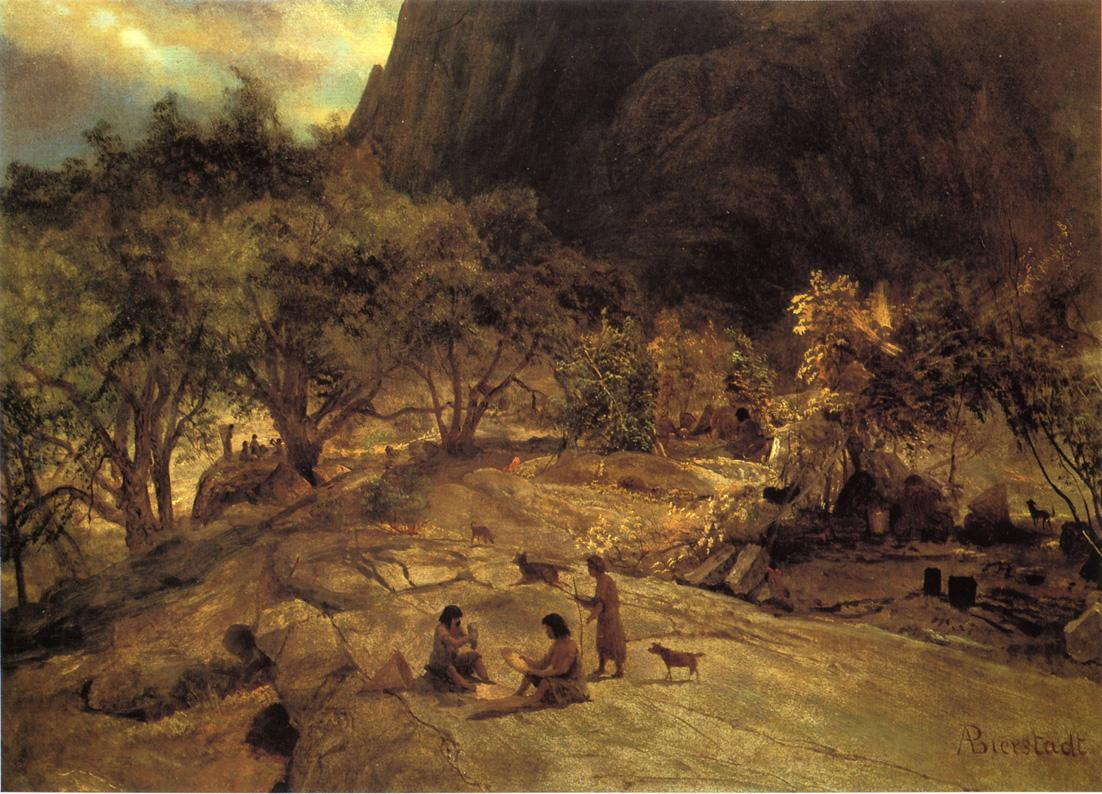
Campament indi Mariposa a la vall de Yosemite, Califòrnia pintada per Albert Bierstadt

- Yokuts casson
- Choinumni
- Chukchansi (nom mono: wowa' )[4]
- Lakisamni
- Tachi (Tache)
- Wukchumni[2]
- Chowchilla

### Tribus reconegudes federalment
- Ranxeria Santa Rosa (Tachi)
- Ranxeria Picayune d'indis chukchansi (múltiples tribus residint a la ranxeria Picayune)
- Ranxeria Table Mountain (Chukchansi)
- Tribu índia Tejon de Califòrnia
- Tribu índia Tule River de la reserva Tule River[5]
- Ranxeria Tuolumne[2]

Les comunitats contemporànies Wukchumni i Choinumni no tenen reconeixement federal.

## Costums
Pertanyien a una confederació de 40 tribus, avui desapareguda, eren un dels pobles californians més nombrosos i representaven la cultura tradicional dels pobles del centre del Pacífic, amb diferències interessants.
Cada tribu tenia un cabdill hereditari o escollit per les dones, i presidien les cerimònies religioses; les viles consistien en una filera única de cases comunals en forma de falca i sostre d'herbes, i cases de suor d'ús comunitari.
Menjaven aglans i caçaven dants i cérvols, també es menjaven els gossos, però no els coiots ni els serps de cascabells, que eren considerats sagrats.
A les cases comunals podien viure deu o més famílies, i els homes duien poca roba, anaven nus o amb eslips, mentre que les dones duien la típica faldilla-cinturó d'escorça amb la cara i el cos sovint tatuats.
La castedat de les dones es valorava molt abans de l'arribada dels blancs. El matrimoni era per compra, i el marit vivia en la seva casa de nuvi. La poligàmia bé que era acceptada, però rarament es practicava.
La vida religiosa era moderadament organitzada i creien en molts esperits d'animals coneguts. El xamanisme era important en nombrosos rites. Els de la vall sud feien la Watiyod o dansa de la primavera, i la cerimònia de la serp de Cascabell recordava la cerimònia de la serp dels hopi. Els nois eren iniciats amb estramoni a la cerimònia toloache. També tenien importància els pallassos i els transvestits per a les cerimònies d'enterrament. Els morts eren enterrats o cremats, i observaven la cerimònia anyal de dol comuna a tot Califòrnia.
Les dones feien cistelles guarnides amb plomes de guatlla o picafustes. Les safates de Tulare i els cistells de coll d'ampolla són exhibits actualment en nombrosos museus. També feien terrissa crua, apresa dels veïns xoixons, més tard enemics seus.
La seva llengua té una estructura senzilla, sense prefixos ni incorporació de pronoms al noms o verbs, i el plural s'usava només per a coses animades.

## Història
Encara que havien format una confederació poderosa (potser eren 18.000 el 1800), foren sovint atacats pels paiute i xoixon.
Els blancs arribaren el 1848, amb la febre d'or californiana. El 1850 els blancs els declararen la Mariposan Indian War, juntament contra els miwok. Atacaren als minaires però foren desfets pel Mariposa Volunteer Batallion de James Savages, qui els atacà a Sierra Nevada el 1851.
Des del 1852 els establiren en reserves i van disminuir molt en nombre, de manera que foren degradats racialment.